# یار-قرغان (شهرستان نوکت)
یار-قرغان (به قرقیزی: Жар-Коргон، جار قورعون) یک منطقهٔ مسکونی در قرقیزستان است که در شهرستان نوکت واقع شده‌است. یار-قرغان ۳٬۳۶۰ نفر جمعیت دارد و ۱٬۵۰۰ متر بالاتر از سطح دریا واقع شده‌است.